# Dottor Diavolo e mister Bugs
Dottor Diavolo e mister Bugs (Dr. Devil and Mr. Hare) è un film del 1964 diretto da Robert McKimson. È un cortometraggio animato della serie Merrie Melodies, prodotto dalla Warner Bros. e uscito negli Stati Uniti il 28 marzo 1964. Il film ha come protagonisti Bugs Bunny e Taz. Dal 1997 viene distribuito col titolo Dottor Diavolo e signor Coniglio.
È l'ultimo cartone di Bugs Bunny nella serie Merrie Melodies.

## Trama
Taz si avvicina alla giungla e gli animali scappano. Nel frattempo Bugs Bunny sta facendo il bagno in uno stagno lì vicino, ignaro che Taz lo abbia avvistato. Taz decide di fare uno scherzo a Bugs, spruzzandogli addosso del ketchup. Bugs pensa che sia sangue e si spaventa, urlando a Taz di trovare un dottore. Taz corre verso uno studio medico, dove trova Bugs travestito da dottore, che gli fa ingoiare un cucchiaio di nitroglicerina e gli mette una cintura vibrante sulla pancia; lo studio medico esplode, Taz ne non rimane danneggiato.
Poi Bugs si camuffa da Sigmund Freud e fa sdraiare Taz su un lettino, chiedendogli di parlare della sua infanzia. Mentre Taz parla di come lui era un cattivo "diavoletto", Bugs dichiara l'orario di chiusura e piega il lettino a mo' di valigia, con all'interno Taz. Bugs deposita la valigia in una cassetta postale, e viene raccolta dal camion di un postino. Taz viene riportato indietro dal camion stesso, ricoperto di francobolli di tutti i Paesi in cui nel frattempo è stato trasportato.
Taz, inseguendo Bugs, finisce in una zona ospedaliera. All'interno dell'ospedale, Bugs è un'infermiera e si congratula con Taz dandogli un fagotto, presumibilmente con all'interno un bambino. Taz dà in cambio a Bugs un sigaro e scarta il fagotto, che in realtà contiene una bomba. Bugs se la ride, ma scopre, suo malgrado, che il sigaro datogli da Taz è esplosivo. Taz si infuria e Bugs lo chiama come assistente, stavolta da chirurgo. Bugs lascia la stanza e Taz viene picchiato dal suo "paziente": un robotico Mostro di Frankenstein. Poco dopo, il robot va fuori controllo e picchia anche Bugs. Mentre i due barcollano con lividi e bende, Bugs si chiede se ci sia un medico in sala, ma per loro sfortuna non c'è.

## Distribuzione

### Edizione italiana
Il corto fu distribuito in Italia il 17 dicembre 1968 nel programma Silvestro e Gonzales: Sfida all'ultimo pelo!; il doppiaggio fu eseguito dalla C.D.C.. Negli anni '80, per la trasmissione televisiva, il corto fu ridoppiato dalla Effe Elle Due sotto la direzione di Franco Latini su dialoghi di Maria Pinto. Nel 1997 venne effettuato un terzo doppiaggio ad opera della Angriservices Edizioni sotto la direzione di Renzo Stacchi, per l'inclusione del corto nella VHS Le stelle di Space Jam: Taz. I dialoghi, a opera di da Giorgio Tausani, sono più fedeli a quelli originali rispetto alle edizioni precedenti. Inoltre in tale edizione fu doppiata anche la canzone di Bugs Bunny.

### Edizioni home video

#### VHS
- Silvestro e Gonzales: Sfida all'ultimo pelo! - 2ª parte (1987)[4]
- Bugs Bunny: Volume 1
- Le stelle di Space Jam: Taz (marzo 1997)
- Taz alla riscossa (22 maggio 2002)

#### DVD
Il cortometraggio è incluso nel DVD Looney Tunes Superstars: Bugs Bunny - Un coniglio eccezionale, in formato widescreen.